# Национални резерват природе Волонг
Национални резерват природе Волонг, познат и као Специјални административни регион Волонг, заштићено је подручје смештено у округу Венчуан, провинцији Сичуан, у Народној Републици Кини. Основан 1963. године са почетном величином од око 20.000 хектара, резерват је проширен 1975. године, покривајући површину од око 200.000 хектара у региону планина Ћонглаи. У резервату је забележено преко 4.000 различитих врста. Према трећем кинеском истраживању џиновских панди, у националном резервату природе Волонг смештено је око 150 дивљих јединки високо угрожених џиновских панди. Резерват је такође дом многих других угрожених врста, укључујући: снежне леопарде, црвене панде, златне мајмуне, јелене са белим уснама (Торолдов јелен) и многе драгоцене биљке. Пре разорног земљотреса у Венчуану 2008. године, Волонг је сваке године имао до 200.000 посетилаца.  Његово подручје замењује Специјални административни регион Волонг.

## Историја
У јуну 1980. године, у Волонгу је напорима Светске фондације за природу (WWF) и кинеске владе основан Кинески центар за заштиту и истраживање џиновске панде. До данас су истраживачи спровели многе истраживачке пројекте гајења џиновских панди и успешно одгојили 66 младунаца панде.

## Локација
Планински поток пролази долином Волонг (где је резерват); поток је опкољен стенама и мањим заобљеним камењем. Воде потока су прилично алкалне са нивоом рН око 8,91. (Хоган, 2007) Замућеност воде је прилично висока због обимног вађења песка и шљунка у потоку.
Према истраживању др Џиангуо Луа са Државног универзитета Мичиген из 2001. године, стопа уништавања већа је након стварања резервата него пре његовог стварања. Користећи НАСА-ине сателитске снимке и евиденцију становништва, Луов истраживачки тим закључио је да се због туризма и повећања локалног становништва резерват суочава са незапамћеном претњом. „Туристи не мисле да имају утицаја на станиште панде, али индиректно сваки посетилац има одређени утицај“, рекао је Лу. „Не доживљавамо себе као деструктивну силу, али јесмо."

## Фауна
Џиновска панда је најпознатија врста у резервату. Остали типични већи месождери су усурски дивљи пас, азијски црни медвед, азијска златна мачка, црвена панда, свињски јазавац и  жутогрла куна. Копитасте сисаре представљају сечуански такини, дивље свиње, јелен мошутњак, копнени серови, кинески горал, ћубасти јелен и самбарски јелен. Остали значајни сисари укључују мајмуне са златном главом, тибетанске макаке, летеће сложнозубе веверице, бамбуске пацове и бодљикаво прасе. Будући да резерват обухвата различите надморске висине, укључује тропске и умерене климатске зоне и садржи врсте типичне за тропске крајеве, попут облачастих леопарда и јелена самбара, као и врсте из умерених региона, попут јелена са белим уснама, снежног леопарда и туркестанских рисова. Истраживања помоћу камера спроведена на подручју резервата између 2005. и 2009. године нису забележила ниједног леопарда.

## Земљотрес 2008.
Регион, укључујући Центар за истраживање панди, у великој мери је уништен катастрофалним земљотресом у Сичуану 12. маја 2008. године, иако је у почетку извештавано да су заробљене џиновске панде безбедне.  Одмах након земљотреса, званичници нису успели да ступе у контакт са резерватом. Министарство спољних послова Кине касније је саопштило да се група од 31 британског туристе која је посетила резерват панда Волонг у подручју погођеном земљотресом вратила сигурна и неозлеђена у главни град покрајине. Стање панди у суседним резерватима панде у почетку је било непознато. Пет чувара у резервату погинуло је у земљотресу. Шест панди је побегло након што су оштећени њихови ограђени простори. До 20. маја утврђено је да су повређене две панде у резервату, док је настављена потрага за још две одрасле панде које су нестале након земљотреса. До 28. маја 2008. још увек је недостајала једна панда, деветогодишња Мао Мао, мајка петоро младих у узгајивачком центру. Откривена је у понедељак, 9. јуна, мртва у ограђеном простору. Чувари панди и други радници ставили су њене остатке у мали дрвени сандук и сахранили је испред центра за узгој.
Засад су гигантске панде пресељене у базу Бифенгксиа Панда, којом такође управља Кинески центар за заштиту и истраживање панди.